# Долібець Федір Данилович
Федір Данилович Долібець (нар. 23 вересня 1911, село Булдичів, тепер Романівського району Житомирської області — 26 вересня 1987, село Камінь? Дзержинського, тепер Романівського району Житомирської області) — український радянський діяч, новатор сільськогосподарського виробництва, голова колгоспу імені Сталіна («Україна») Дзержинського (Романівського) району Житомирської області. Депутат Верховної Ради УРСР 5—7-го скликань. Герой Соціалістичної Праці (26.02.1958).

## Біографія
Народився в селянській родині. З юнацьких років наймитував, працював у власному господарстві.
У 1930—1934 роках — бригадир рільничої бригади колгоспу села Булдичів Романівського (Дзержинського) району Житомирщини.
У 1934—1941 роках — голова колгоспу «8 Березня» села Паволочки Дзержинського району; голова колгоспу імені Сталіна села Химрич Дзержинського району Житомирської області.
З 1941 по 1945 рік — у Червоній армії, учасник німецько-радянської війни.
Член ВКП(б) з 1942 року.
З 1945 року — голова колгоспу імені Сталіна (з 1961 року — «Україна») села Камінь Дзержинського (тепер — Романівського) району Житомирської області. Потім працював на керівній роботі в сільськогосподарському виробництві.
З 1978 року — заступник голови колгоспу імені Марії Марцун Дзержинського (тепер — Романівського) району Житомирської області.

## Нагороди
- Герой Соціалістичної Праці (26.02.1958)
- орден Леніна (26.02.1958)
- три ордени Трудового Червоного Прапора (29.04.1949, 28.08.1953, 22.03.1966)
- орден «Знак Пошани» (8.04.1971)
- медалі